# Anfecinos
Anfecinos (Amphoecini) é uma tribo de coleópteros da subfamília Lamiinae; compreende apenas um único gênero, com distribuição apenas em Nova Caledónia.

## Taxonomia
- Ordem Coleoptera
  - Subordem Polyphaga
    - Infraordem Cucujiformia
      - Superfamília Chrysomeloidea
        - Família Cerambycidae
          - Subfamília Lamiinae
            - Tribo Amphoecini (Breuning, 1951)
              - Gênero Amphoecus (Montrouzier, 1861)